# Giorgio Scalvini
Giorgio Scalvini (Chiari, Italia, 11 de diciembre de 2003) es un futbolista italiano que juega en la demarcación de defensa para el Atalanta B. C. de la Serie A.

## Trayectoria
Empezó a formarse como futbolista en la cantera del Atalanta B. C. Después de varias temporadas en las categorías inferiores del club, finalmente debutó con el primer equipo el 24 de octubre de 2021 en un encuentro de la Serie A contra el Udinese Calcio, partido que finalizó con un marcador de 1-1 tras el gol de Ruslan Malinovskyi para el Atalanta, y de Beto para el Udinese.

## Selección nacional
El 14 de junio de 2022 debutó con la selección de Italia en un encuentro de la Liga de Naciones de la UEFA 2022-23 ante Alemania que perdieron por cinco a dos.

## Estadísticas

### Clubes
Actualizado al último partido disputado el 29 de enero de 2025.
| Club                    | Div.          | Temporada     | Liga  | Liga  | Copas nacionales | Copas nacionales | Copas internacionales | Copas internacionales | Total | Total |
| Club                    | Div.          | Temporada     | Part. | Goles | Part.            | Goles            | Part.                 | Goles                 | Part. | Goles |
| ----------------------- | ------------- | ------------- | ----- | ----- | ---------------- | ---------------- | --------------------- | --------------------- | ----- | ----- |
| Atalanta B. C. · Italia | 1.ª           | 2021-22       | 18    | 1     | 1                | 0                | 2                     | 0                     | 21    | 1     |
| Atalanta B. C. · Italia | 1.ª           | 2022-23       | 31    | 2     | 2                | 0                | —                     | —                     | 33    | 2     |
| Atalanta B. C. · Italia | 1.ª           | 2023-24       | 33    | 1     | 3                | 0                | 8                     | 1                     | 44    | 2     |
| Atalanta B. C. · Italia | 1.ª           | 2024-25       | 6     | 0     | 1                | 0                | 1                     | 0                     | 8     | 0     |
| Atalanta B. C. · Italia | Total club    | Total club    | 89    | 4     | 7                | 0                | 11                    | 1                     | 107   | 5     |
| Total carrera           | Total carrera | Total carrera | 89    | 4     | 7                | 0                | 11                    | 1                     | 107   | 5     |

## Palmarés

### Títulos internacionales
| Título                 | Equipo         | Sede   | Año  |
| ---------------------- | -------------- | ------ | ---- |
| Liga Europa de la UEFA | Atalanta B. C. | Dublín | 2024 |